# Kruistocht in de ruimte
Kruistocht in de ruimte (Engels: The High Crusade) is een sciencefictionroman uit 1960 van de Amerikaanse schrijver Poul Anderson.
Het verhaal werd oorspronkelijk in drie delen gepubliceerd in juli, augustus en september 1960 in het tijdschrift Astounding alvorens datzelfde jaar in boekvorm te verschijnen. Het boek werd in 1961 genomineerd voor de Hugo Award. In 1994 diende het boek als basis voor de film The High Crusade onder regie van Klaus Knoesel en Holger Neuhäuser, met in de hoofdrollen John Rhys-Davies en Rick Overton.

## Verhaal
Het verhaal speelt zich af in de 24e eeuw na Christus. Een niet nader benoemde commandant krijgt een boekwerk onder ogen dat handelt over 1000 jaar eerder. Het boekwerk is geschreven door de broeder Parvus (Latijn:klein en misvormd) uit de Orde der Franciscanen. Op 1 mei 1345 maakt de jonge Engelse ridder Rogier de Tourneville zich met zijn leger in Ansby, Lincolnshire op om aan de zijde van Eduard III van Engeland tegen de Fransen te strijden in de Honderdjarige Oorlog. Plan is om daarna te gaan deelnemen aan een kruistocht. Plots komt een zilverkleurig ruimteschip van het Wersgorix Empire uit de hemel naar beneden. Ondanks hun hoge technologische kennis worden de blauwgezichten door het Engelse leger in de pan gehakt tijdens een man-tegen-mangevecht. Branithar, de enige overlevende Wersgor wordt verplicht het ruimteschip te besturen. Sir Roger wil er namelijk mee ten strijde trekken en zo de oorlog beslechten. Hij scheept in met zijn leger en de volledige bevolking van het kasteel, inclusief de dieren. Branithar kiest echter een heel andere koers en het schip land op de planeet Tharixan. De Engelse ridder gaat de strijd aan om de kolonie en het gehele Wersgorse rijk te veroveren.